# Optični bralnik
Optični bralnik (scanner) je periferna naprava, ki naredi digitalno sliko dokumenta in jo shrani v računalnik. Pri tem uporablja tehnologijo, podobno tehnologiji kopirnih strojev. Majhne optične bralnike z roko potegnemo čez dokument, večji bralniki pa imajo, podobno kot kopirni stroji, ravno površino, na katero postavimo dokument, ki ga želimo digitalizirati. Bralniki se veliko uporabljajo za vnašanje grafike v namiznem založništvu. Za hitro prebiranje velikih količin podatkov uporabljamo različne oblike bralnikov - bralnike dokumentov (document readers). To so lahko bralniki za prepoznavanje znakov iz magnetnega črnila (magnetic ink character recognition, MICR), optično prepoznavanje znakov (optical character recognition, OCR) in optično prepoznavanje oznak (optical mark recognition, OMR).